# William Blaxton

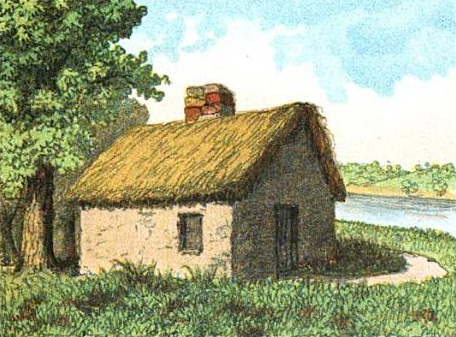
Diese Zeichnung aus dem Jahr 1889 zeigt vermutlich das Haus von Blackstone, in dem er von 1630 bis 1635 in Boston gelebt hat.

Reverend William Blaxton (auch William Blackstone geschrieben) (* 1595 in County Durham, England; † 26. Mai 1675 in Cumberland, Rhode Island) war einer der ersten britischen Siedler in Neuengland und der erste europäische Siedler sowohl auf dem Gebiet des heutigen Boston als auch Rhode Island.

## Biografie

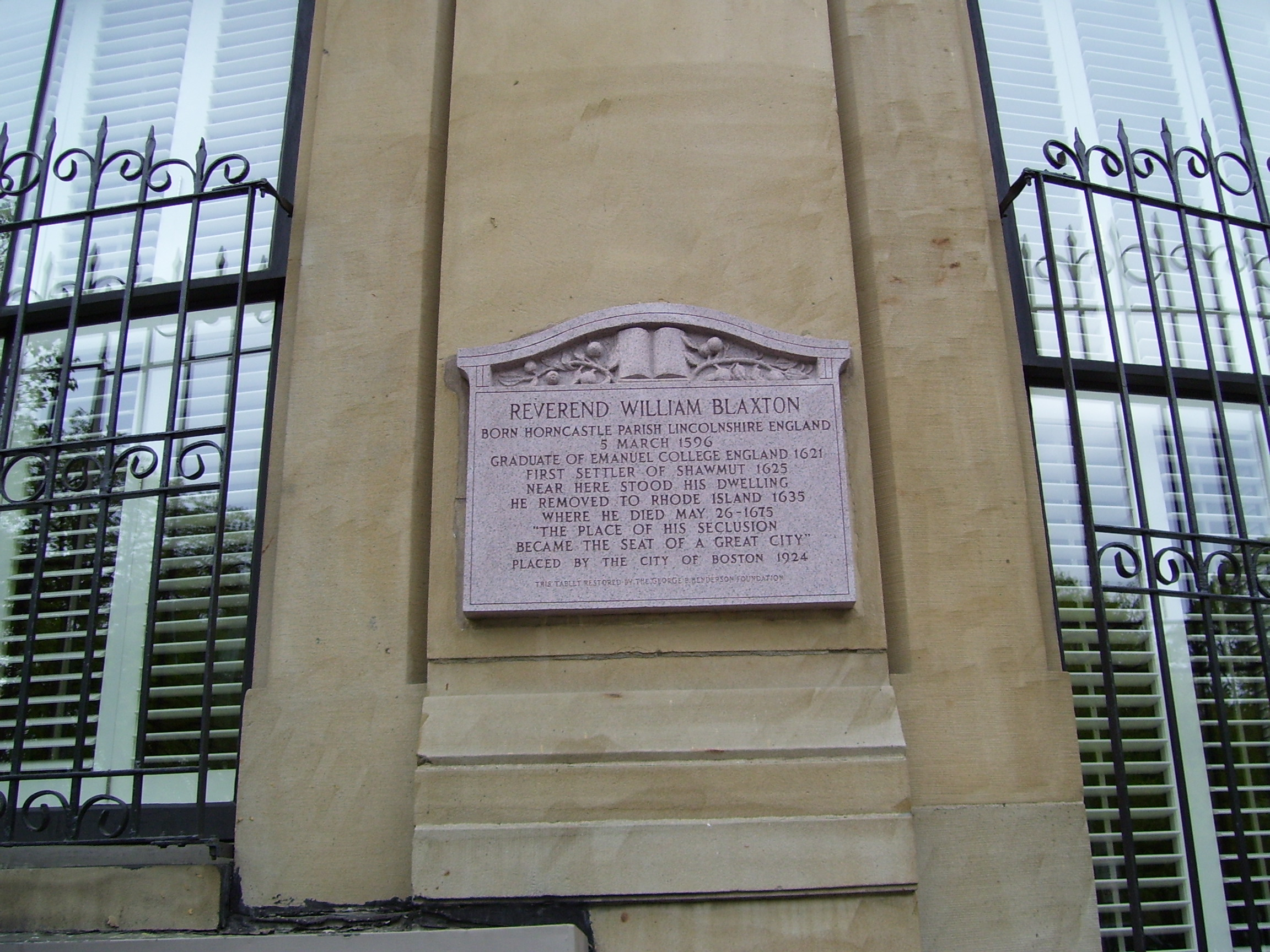
Gedenktafel an William Blackstone an der Beacon Street gegenüber dem Boston Common, seinem ursprünglichen Landbesitz.

William Blackstone wurde im Jahr 1595 in County Durham in England geboren. Er besuchte die University of Cambridge und erhielt dort 1617 einen Bachelor-Abschluss sowie 1621 einen Master-Abschluss. Anschließend arbeitete er als anglikanischer Priester, obwohl er in vielen Punkten nicht mit den Auffassungen der Kirche übereinstimmte. Dies führte letztlich zu seiner Entscheidung, sich als Kaplan der Amerika-Expedition von Ferdinando Gorges im Jahr 1623 anzuschließen, die am heutigen Weymouth (Massachusetts) an Land ging.
Die Expedition scheiterte jedoch, und die meisten seiner Mitreisenden traten die Rückreise nach England an. Nur wenige blieben und zogen weiter, während Blackstone in der Nähe der Landestelle blieb. 1625 war er somit der erste europäische Siedler auf dem Gebiet des heutigen Boston. Er lebte dort allein an der Stelle, die heute als Boston Common und Beacon Hill bekannt ist.
Im Jahr 1629 landeten die Puritaner im nahegelegenen Charlestown. 1630 lud Blackstone sie ein, auf seinem Land zu siedeln, da sie Probleme hatten, Trinkwasser zu finden. Aus Dankbarkeit schenkte ihm Gouverneur John Winthrop 50 Acres (0,2 km²) seines eigenen Landes zurück, so dass auch er weiterhin dort leben konnte. 1633 war die Bostoner Bevölkerung bereits auf mehr als 4.000 Einwohner angewachsen und benötigte ständig weiteres Land. Blackstone verkaufte daraufhin 44 Acres seines Landes.
Die Puritaner stimmten zwar nicht mit der Meinung der Führer der etablierten Kirche überein, zeigten sich aber selbst ebenfalls sehr intolerant gegenüber Menschen, die die puritanischen Ansichten nicht teilten. Blackstone war ihrer Intoleranz schnell überdrüssig und zog 1635 an einen anderen Ort etwa 35 mi (56,3 km) südlich von Boston. Dort siedelte er sich auf einem Hügel an, von dem aus er einen weiten Blick auf den von den Indianern Patucket River genannten Fluss hatte, der heute als Blackstone River bekannt ist. 1646 wurde in Boston ein Gesetz verabschiedet, das die verbliebenen 6 Acres Land von Blackstone dauerhaft zu öffentlichem Eigentum erklärte. Dies bildete die Grundlage des heutigen Boston Common.
William Blackstone war aufgrund dieses Umzugs ebenfalls der erste europäische Siedler im heutigen Rhode Island, da Roger Williams seine Kolonie erst ein Jahr später im heutigen Providence (Rhode Island) gründete. Die Gegend, in der Blackstone siedelte, gehörte teilweise zur Plymouth Colony und später zur Massachusetts Bay Colony, bis das Gebiet 1741 zu einem Teil von Rhode Island wurde.
Das Haus und die Farm von Blackstone befand sich auf dem Gebiet der heutigen Städte Cumberland (Rhode Island) und Lonsdale, direkt an dem nach ihm benannten Blackstone River. Er nannte seinen Wohnsitz „Study Hill“ und stand in dem Ruf, die größte Bibliothek seiner Zeit in den Kolonien zu besitzen. Sowohl sein Haus als auch seine Literatursammlung wurden allerdings während des King Philip’s War ca. 1675 verbrannt. Blackstone war Viehzüchter, legte Gärten an und kultivierte auch einen Obstgarten mit Apfelbäumen, in dem er mit dem Yellow Sweeting die erste Sorte amerikanischer Äpfel züchtete. Heute befindet sich dort eine Fabrik des Einzelhändlers Ann & Hope.
Obwohl Roger Williams und Blackstone in vielen theologischen Bereichen verschiedene Ansichten vertraten, „waren sie sich darüber einig, dass jeder das Recht auf eine eigene Meinung habe. Williams lud Blaxton dazu ein, regelmäßig zu seinen Anhängern in Providence zu predigen. Dies nahm Blaxton an und predigte auch in weiteren Teilen von Rhode Island. Er wird heute als einer der ersten Geistlichen der Episkopalkirche der Vereinigten Staaten von Amerika angesehen.“ Seine Predigten hielt er unter einer Eiche in der Nähe seines Hauses, die bis zum Jahr 1938 stand, als sie von einem Hurrikan gefällt wurde.
1659 kehrte Blackstone kurzzeitig nach Boston zurück und heiratete im Alter von 64 Jahren die 30 Jahre jüngere Witwe Sarah Fisher Stevenson, mit der er einen gemeinsamen Sohn namens John bekam. William Blackstone starb 1675 im Alter von 80 Jahren in Cumberland, Rhode Island.

## Erbe

### Namensgeberschaft
Nach Blackstone wurden folgende Orte in den Vereinigten Staaten benannt:
- Blackstone (Massachusetts)
- Blackstone River
- Blackstone River Valley National Heritage Corridor
- Blackstone Canal
- Blackstone Street in Boston
- Blackstone Boulevard in Providence

### Denkmale
Folgende Ehrenmale erinnern an William Blackstone:
- William Blackstone Memorial Park in Cumberland (Rhode Island)[4]
- Eine Plakette an der Bostoner Beacon Street, die den Standort seines Hauses kennzeichnet
- Eine Gedenktafel am Boston Common zur Erinnerung an den Verkauf seines Landbesitzes

### Bekannte Nachfahren
Zu seinen Nachfahren zählt insbesondere der Unternehmer Timothy Blackstone.